# Istoria evreilor din Polonia
Istoria evreilor în Polonia datează de peste 1.000 de ani. Timp de mai multe secole, Polonia a fost casa uneia dintre cele mai mari si mai importante comunități evreiești din lume. Polonia a fost un centru principal de cultură evreiască, datorită unei lungi perioade de toleranță religioasă și de autonomie socială legale. Această perioadă s-a încheiat odată cu Împărțirile Poloniei care a început în 1772, în special, cu discriminarea și persecutarea evreilor din Imperiul Rus. În timpul celui de-al Doilea Război Mondial a existat o distrugere genocidală aproape completă a comunității evreilor polonezi de către Germania Nazistă și aliații săi, în timpul ocupației germane a Poloniei din 1939-1945 și a Holocaustului care a urmat. După destrămarea regimului comunist în Polonia a avut loc acolo o renaștere evreiască, fiind organizate un Festival anual al culturii evreiești, noi programe de studii la liceele și universitățile poloneze, rde la poloneză în licee și universități, reluarea activității religioase în sinagogi, printre care și Sinagoga Nożyk, și inaugurarea Muzeului de Istorie a Evreilor Polonezi din Varșovia.
De la fondarea Regatului Poloniei în 1025 până în primii ani ai Uniunii statele polono–lituaniene create în 1569, Polonia a fost cea mai tolerantă țară din Europa. Cunoscută sub numele de paradisus judaeorum (expresia latină pentru „Paradisul evreilor”), ea a devenit un adăpost pentru comunitățile evreiești europene persecutate și expulzate și cămin al celei mai mari comunități evreiești din lume la acel timp. Potrivit unor surse, aproximativ trei sferturi dintre evreii din lume trăiau în Polonia la mijlocul secolului al XVI-lea. Odată cu slăbirea politico-militară a Uniunii statele și cu apariția și întețirea conflictelor religioase (ca urmare a Reformei Protestante și a Contrareformei Catolice), toleranța tradițională poloneză a început să scadă începând din secolul al XVII-lea. După Împărțirile Poloniei în 1795 și dispariția Poloniei ca stat suveran, evreii polonezi au fost supuși legilor puterilor partiționare, Imperiul Rus tot mai antisemit, precum și Austro-Ungaria și Regatul Prusiei (mai târziu parte componentă a Imperiului German). Totuși, ca urmare a faptului că Polonia și-a redobândit independența în urma Primului Război Mondial, aici a fost centrul vieții evreiești europene datorită existenței uneia dintre cele mai mari comunități evreiești de peste 3 milioane de persoane. Antisemitismul a fost o problemă în creștere în întreaga Europă în acei ani, atât din partea clasei politice, cât și a populației locale.
La începutul celui de-al Doilea Război Mondial, Polonia a fost împărțită între Germania Nazistă și Uniunea Sovietică (vezi Pactul Ribbentrop–Molotov). O cincime din populația poloneză a pierit în timpul celui de-al Doilea Război Mondial, jumătate din ea a fost formată din cei 3.000.000 de evrei polonezi, uciși în Holocaust, care constituiau 90% din evreii polonezi. Deși Holocaustul a avut loc în mare parte pe teritoriul polonez ocupat de Germania, a existat o colaborare foarte redusă a cetățenilor ei cu naziștii. Colaborarea individuală a polonezilor a fost descrisă ca fiind mai mică decât în celelalte țări ocupate. Statisticile efectuate de Comisia Israeliană pentru Crime de Război indică faptul că mai puțin de 0,1% dintre polonezi au colaborat cu naziștii. Atitudinile polonezilor față de atrocitățile germane au variat considerabil, de la riscarea propriei vieți pentru a salva viețile evreilor și refuz pasiv de a oferi informații cu privire la evrei până la indiferență, șantaj și, în cazuri extreme, participarea la pogromuri, cum ar fi pogromul de la Jedwabne. În funcție de naționalitate, polonezii au cel mai mare număr de oameni care au salvat evrei în timpul Holocaustului.
În perioada postbelică, o mare parte din cei aproximativ 200.000 de supraviețuitori evrei înregistrați la Comitetul Central al Evreilor Polonezi sau CKŻP (dintre care 136.000 au sosit din Uniunea Sovietică) a părăsit Republica Populară Polonia către nou-înființatul stat Israel și America de Nord sau de Sud. Plecarea lor a fost accelerată de desființarea instituțiilor evreiești, violențele de după război și ostilitatea Partidului Comunist atât față de religie, cât și față de întreprinderile private, dar, de asemenea, pentru că în 1946-1947 Polonia a fost singura țară din Blocul de Est care a permis evreilor să emigreze în Israel, fără vize sau permise de ieșire. Marea Britanie a cerut Poloniei să oprească exodul, dar presiunea ei a fost lipsită în mare parte de succes. Cea mai mare parte a evreilor rămași a părăsit Polonia la sfârșitul anului 1968, ca urmare a campaniei „antisioniste” organizate de conducerea comunistă polonă în frunte cu Wladislaw Gomulka. După căderea regimului comunist în 1989, situația evreilor polonezi s-a normalizat și cei care au fost cetățeni polonezi înainte de al Doilea Război Mondial au putut să reobțină cetățenia poloneză. Instituțiile religioase au fost reînființate, în mare măsură ca urmare a activității fundațiilor evreiești din Statele Unite ale Americii. Comunitatea contemporană a evreilor polonezi numără o populație cuprinsă între 10.000 și 20.000 de membri. Numărul persoanelor cu origini evreiești poate fi de câteva ori mai mare.

## Istoric

### Istoria timpurie: 966-1385
Primii evrei au ajuns pe teritoriul actual al Poloniei în secolul al X-lea. Călătorind de-a lungul rutelor comerciale care duce de la est la Kiev și Buhara, negustori Evrei, cunoscut sub numele de Radhanites, a trecut Silezia. Unul dintre ei, un diplomat și comerciant de Maur orașul Tortosa în limba spaniolă Al-Andalus, cunoscut sub numele de nume arab, Ibrahim ibn Yaqub, a fost primul cronicar să menționez statul polonez condus de Principele Mieszko. În vara anului 965 sau 966 Iacov a făcut o meserie și diplomatice călătorie din natal Toledo în Spania Musulmană a Sfântului Imperiu Roman și pentru țările Slave. prima mențiune de Evrei în cronica polonă are loc în secolul al 11-lea. Se pare că Evreii au fost apoi trăiesc în Gniezno, la acea vreme capitala poloneză regat al dinastiei Piast. Printre primii evrei care au ajuns în Polonia (în 1097 sau 1098) au fost cei alungați de la Praga. Prima comunitate evreiască permanentă este menționată în 1085 de savantul evreu Jehuda ha-Kohen în orașul Przemyśl.
Ca pretutindeni în Europa Centrală și de Est, activitatea principală a evreilor din Polonia medievală a fost comerțul, inclusiv exportul și importul de bunuri, precum articolele de vestimentație, lenjerii, blănuri, piei, ceară, obiecte de metal și sclavi.
Un alt factor care a contribuit la emigrarea evreilor în Polonia au fost drepturile Magdeburg, sau Legea Magdeburg, un hrisov dat evreilor care stabilea, printre altele, drepturile și privilegiile pe care le aveau evreii care veneau în Polonia. De exemplu, ei puteau să-și delimiteze cartierele și să înființeze monopoluri. Aceste avantaje au determinat comunitățile evreiești să se mute în Polonia.
Prima atestare a coloniștilor evrei în Płock datează din 1237, în Kalisz din 1287 și pe strada Zydowska (Evreiască) din Cracovia în 1304.

### Centrul lumii evreiești: 1505-1572
Moses Isserles (1520-1572), un eminent talmudist din secolul al XVI-lea, a înființat o ieșiva la Cracovia. În afară de a fi un renumit cercetător talmudic și juridic, Isserles a învățat, de asemenea, Cabala, și a studiat istoria, astronomia și filozofia. Sinagoga Remuh a fost construită pentru el în 1557. Rema (רמ״א) este acronimul ebraic al numelui lui.

### Zona de Rezidență

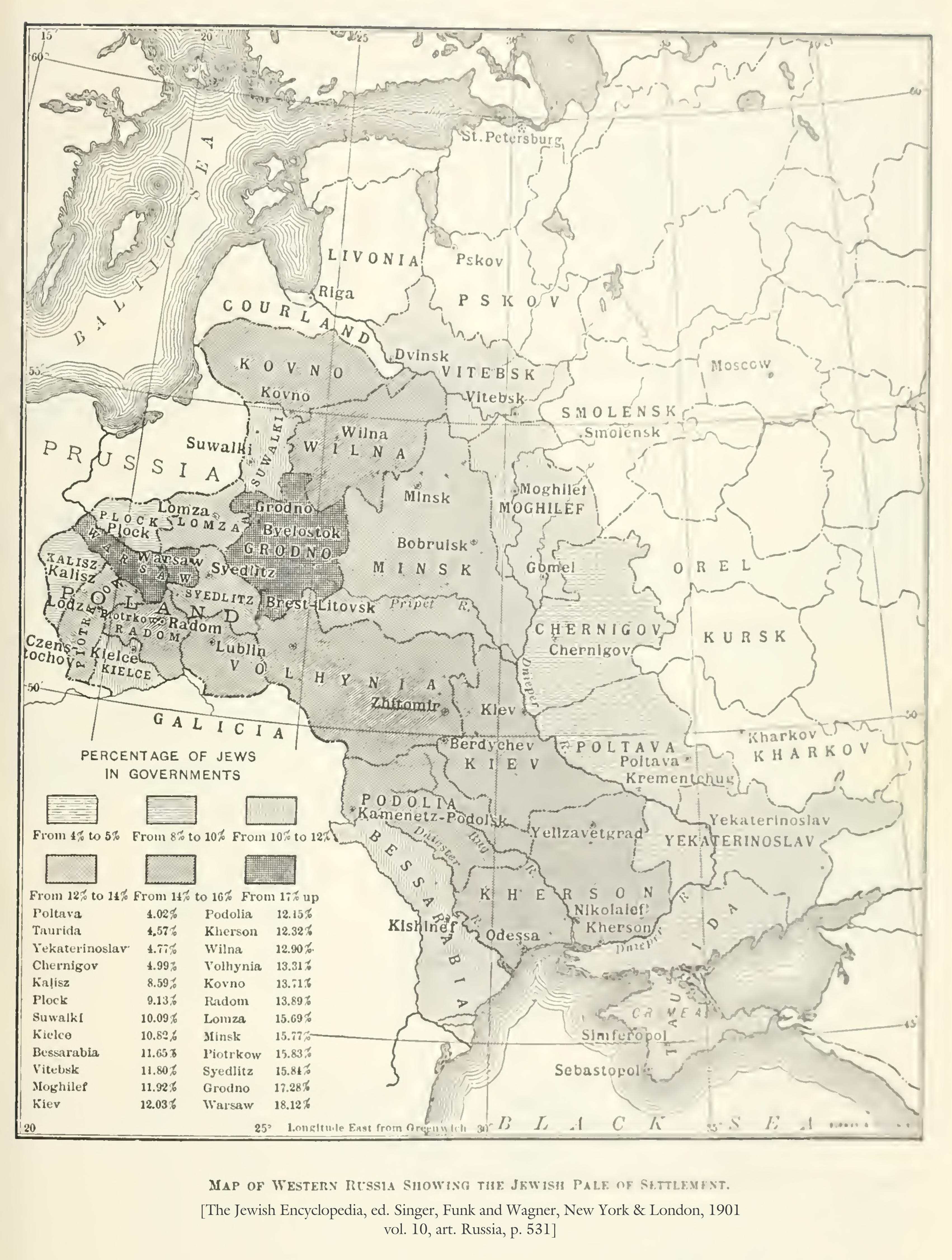
Harta Zonei de Rezidență, care arată densitatea populației evreiești

Având mari populații catolice și evreiești, Zona de rezidență a fost achiziționată de către Imperiul Rus (care avea o populație în majoritate oirtodoxă rusă) printr-o serie de cuceriri militare și manevre diplomatice între 1791 și 1835, și a existat până la destrămarea Imperiului Rus în 1917. Ea a cuprins aproximativ 20% din teritoriul Rusiei Europene și a corespuns în cea mai mare parte hotarelor istorice ale fostei Uniuni statele polono–lituaniene; ea acoperă o mare parte a teritoriilor actualelor state Lituania, Belarus, Polonia, Moldova și Ucraina, precum și părți din vestul Rusiei.
Deși evreilor le-au fost acordate mai puțin drepturi prin reformele emancipatoare din 1861 ale țarului Alexandru al II-lea, ei erau încă limitați la Zona de rezidență și făceau obiectul unor restricții privind profesiile îngăduite și dreptul de proprietate. Existentul status quo s-a destrămat odată cu asasinarea lui Alexandru în 1881 – un act criminal pentru care evreii au fost învinuiți pe nedrept.

### Pogromuri în Imperiul Rus

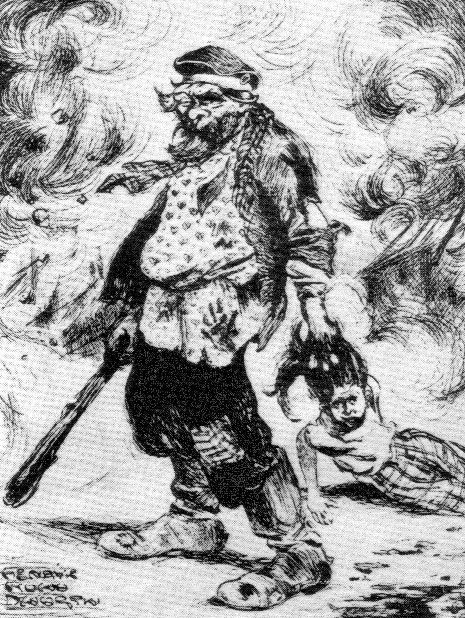
Caricatură a unui agresor al Armatei Ruse în pogromul de la Białystok din 1906

Asasinatul a determinat un mare val de revolte antievreiești numite pogromuri (în rusă погро́м) în perioada 1881-1884. Inițial, în 1881, pogromurile s-au desfășurat doar în Rusia, deși într-o revoltă care a avut loc la Varșovia au fost uciși doi evrei, au fost rănite 24 de persoane, au fost violate femei și au fost distruse proprietăți în valoare de peste două milioane de ruble. Noul țar, Alexandru al III-lea, i-a învinovățit pe evrei pentru declanșarea revoltelor și a elaborat o serie de restricții dure privind deplasarea evreilor. Pogromurile au continuat până în 1884, cu aprobarea cel puțin tacită a guvernului. Ele s-au dovedit un punct de cotitură în istoria evreilor din Polonia împărțită și din întreaga lume. În 1884 un număr de 36 de delegați evrei sioniști s-au întâlnit la Katowice, formând organizația Hovevei Zion. Pogromurile au determinat un val mare de emigrare a evreilor în Statele Unite ale Americii.
Un val chiar mai sângeros de pogromuri a avut loc din 1903 până în 1906 și se crede că cel puțin unele dintre ele au fost organizate de poliția secretă țaristă rusă, Ohrana. Printre acestea a fost pogromul din Białystok care a avut loc în 1906 în gubernia Grodno a Poloniei ruse, în care cel puțin 75 de evrei au fost uciși de către soldații agresori și mai mulți evrei au fost răniți. Potrivit evreilor supraviețuitori, etnicii polonezi nu au participat la pogrom și, dimpotrivă, au adăpostit familiile de evrei.
Numărul evreilor care au emigrat în Polonia din Ucraina și Rusia Sovietică în perioada interbelică a crescut rapid. Populația evreiască din zona fostei Polonii a Congresului a crescut de șapte ori între 1816 și 1921, de la aproximativ 213.000 de persoane la aproximativ 1.500.000 de persoane. Potrivit recensământului polonez din 1921 existau 2.845.364 evrei în a Doua Republică Poloneză, dar până la sfârșitul anului 1938 numărul lor crescuse cu peste 16% la aproximativ 3.310.000. Rata medie de așezare permanentă a fost de aproximativ 30.000 de evrei pe an. În același timp, în fiecare an, aproximativ 100.000 de evrei tranzitau Polonia, încercând să emigreze neoficial peste ocean. De la sfârșitul Războiului polono–sovietic și până la sfârșitul anului 1938, populația evreiască din Republica Poloneză a crescut cu peste 464.000 de persoane.

### Cultura evreiască poloneză

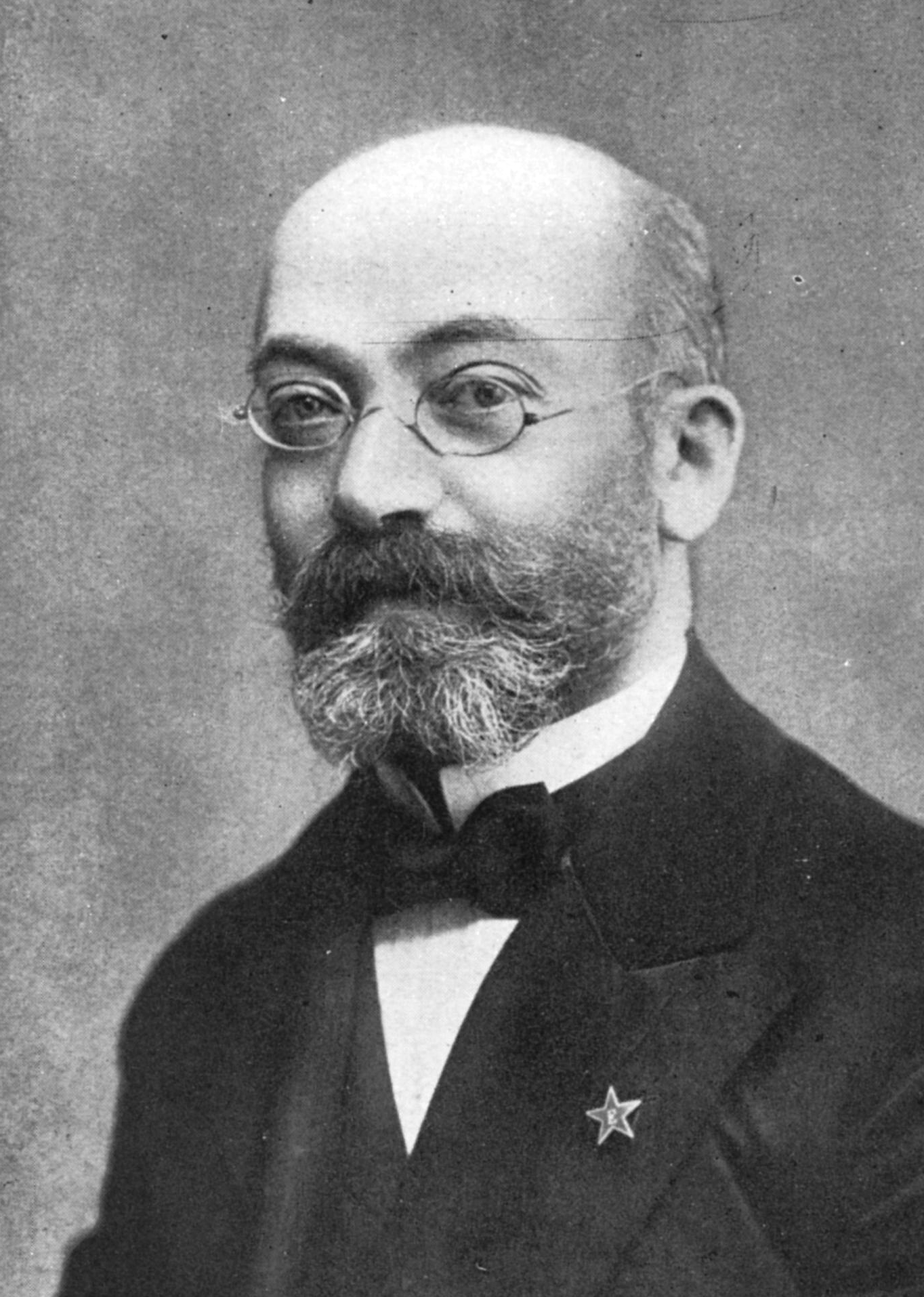
L. L. Zamenhof, creatorul limbii esperanto

Tineretul evreiesc și grupurile religioase, diversele partide politice și organizații sioniste, ziarele și teatrul au înflorit. Evreii dețineau terenuri și proprietăți imobiliare, desfășurat activități în comerțul cu amănuntul, în industria prelucrătoare și în domeniul exportului. Convingerile lor religioase erau cuprinse între iudaismul hasidic ortodox și iudaismul liberal.
Scena culturală evreiască a fost deosebit de înfloritoare în Polonia interbelică, fiind publicate numeroase publicații evreiești și mai mult de o sută de periodice. Scriitori de limba idiș, mai ales Isaac Bashevis Singer, au obținut recunoașterea internațională ca scriitori evrei clasici; Singer a câștigat Premiul Nobel pentru Literatură în 1978. Alți autori evrei din acea perioadă, cum ar fi Bruno Schulz, Julian Tuwim, Marian Hemar, Emanuel Schlechter și Boleslav Leśmian, precum și Konrad Tom și Jerzy Jurandot, au fost mai puțin cunoscuți la nivel internațional, dar au adus contribuții importante la literatura poloneză. Unii scriitorii polonezi au avut rădăcini evreiești ca de exemplu Jan Brzechwa (un poet preferat de copiii polonezi). Cântărețul Jan Kiepura, născut dintr-o mamă evreică și un tată polonez, a fost unul dintre cei mai populari artiști din acea epocă, iar cântecele interbelice ale compozitorilor evrei, inclusiv Henryk Wars, Jerzy Petersburski, Artur Gold, Henryk Gold, Zygmunt Białostocki, Szymon Kataszek și Jakub Kagan, sunt încă foarte cunoscute în Polonia de astăzi. Pictorii au devenit cunoscuți pentru reprezentarea artistică a vieții evreiești. Printre ei au fost Maurycy Gottlieb, Artur Markowicz și Maurycy Trebacz, precum și tineri artiști precum Chaim Goldberg.

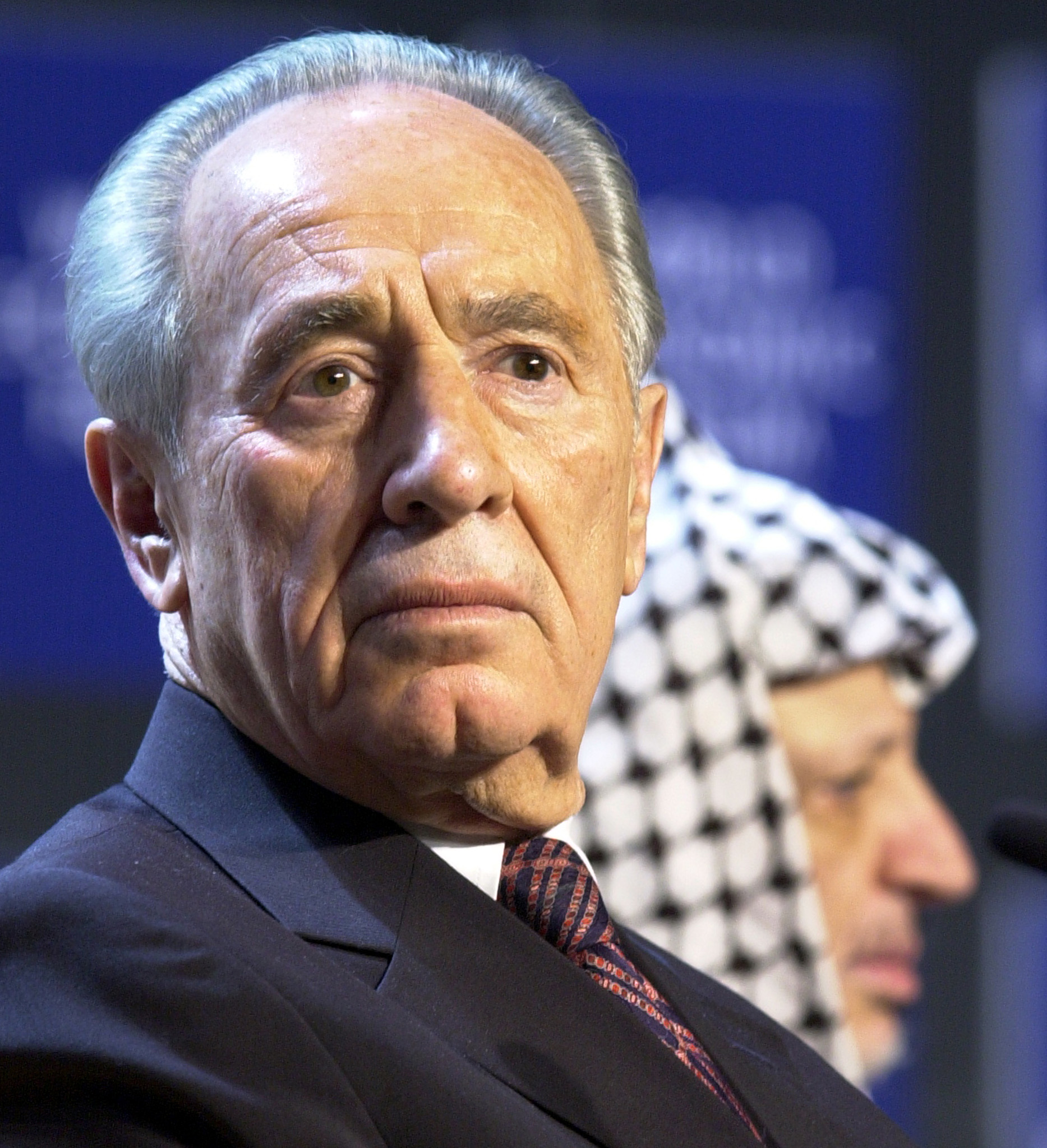
Shimon Peres, născut în Polonia ca Szymon Perski, a fost cel de-al nouălea președinte al Israelului între 2007 și 2014

Omul de știință Leopold Infeld, matematicianul Stanislaw Ulam, Alfred Tarski și profesorul Adam Ulam au contribuit la lumea științei. Alți evrei polonezi, care au obținut o recunoaștere internațională sunt Moise Schorr, Ludwik Zamenhof (creatorul limbii esperanto), Georges Charpak, Samuel Eilenberg, Emanuel Ringelblum și Artur Rubinstein, câțiva dintr-o lunga listă. Termenul de „genocid” a fost inventat de Rafał Lemkin (1900-1959), un jurist evreo-polonez. Leonid Hurwicz a fost distins în 2007 cu Premiul Nobel pentru Economie. Institutul Științific YIVO (Jidiszer Wissenszaftlecher Institut) a fost înființat la Vilnius înainte de a fi transferat la New York în timpul războiului. Importante centre de cultură iudaica, precum Principala Bibliotecă Iudaică și Institutul de Studii Iudaice au avut sediul la Varșovia, precum și numeroase Școli Talmudice (Jeszybots), centre religioase și sinagogi, dintre care multe au fost adăpostite în clădiri de înaltă calitate arhitecturală. Teatrul idiș, de asemenea, a înflorit; Polonia a avut cincisprezece teatre idiș teatre și numeroase grupuri teatrale. Varșovia a fost sediul celei mai importante trupe de teatru idiș a acelor timpuri, Trupa Vilna, care a pus în scenă primul spectacol al piesei Dybbuk în 1920, la Teatrul Elyseum. Mai mulți viitori conducători israelieni au studiat la Universitatea din Varșovia, inclusiv viitorii prim-miniștri Menachem Begin și Yitzhak Shamir.
Au existat, de asemenea, mai multe cluburi sportive evreiești, iar unele dintre ele, cum ar fi Hasmonea Liov și Jutrzenka Cracovia, au promovat în Prima Ligă Poloneză de Fotbal. Un fotablist evreo-polonez, Józef Klotz, a marcat primul gol pentru echipa națională de fotbal a Poloniei. Un alt atlet, Alojzy Ehrlich, a câștigat mai multe medalii la turneele de tenis de masă.
Lucrurile s-au îmbunătățit, pentru un timp, în timpul conducerii lui Józef Piłsudski (1926-1935), care s-a opus antisemitismului. Piłsudski a contracarat „asimilarea etnică” promovată de Endecja cu politica de „asimilare politică”: cetățenii au fost judecați în funcție de loialitatea lor față de stat, nu de naționalitate. Anii 1926-1935 au fost considerați favorabili de mulți evrei polonezi, a căror situație s-a îmbunătățit mai ales în timpul guvernului condus de Kazimierz Bartel. Cu toate acestea, o combinație de diverși factori, inclusiv Marea Criză, a făcut ca situația evreilor polonezi să nu fie niciodată foarte mulțumitoare și să se deterioreze din nou după moartea lui Piłsudski, în mai 1935, pe care mulți evrei au considerat-o ca o tragedie. Meșteșugarii evrei au fost afectați în mod negativ de dezvoltarea producției de masă și de apariția magazinelor care ofereau produse finite. Sursele tradiționale de trai pentru circa 300.000 de afaceri de familie evreiești din țară au început să dispară, contribuind la apariția unei tendințe în creștere spre izolaționism și autosuficiență internă. Situația dificilă din sectorul privat a creșterea înscrierilor evreiești în învățământul superior. În 1923 studenții evrei reprezentau 62,9% din studenții la stomatologie, 34% din studenții la medicină, 29,2% din studenții la filosofie, 24,9% din studenții la chimie și 22,1% din studenții la drept (26% în 1929) de la toate universitățile poloneze. S-a speculat că un număr atât de disproporționat a fost cauza probabilă a unei reacții adverse a populației poloneze.
Între 1945 și 1948 aproximativ 100.000–120.000 de evrei au părăsit Polonia. Plecarea lor a fost în mare parte organizată de către activiști sioniști ca Adolf Berman și Icchak Cukierman, sub umbrela organizației semiclandestine Berihah („Fuga”). Berihah a fost, de asemenea, responsabilă pentru emigrarea organizată Aliyah a 250.000 de evrei supraviețuitori din România, Ungaria, Cehoslovacia, Iugoslavia și Polonia. În 1947, o tabără de instrucție militară pentru tinerii voluntari evrei în Hagana a fost înființată la Bolków, Polonia. În tabără au fost antrenați circa 7.000 de soldați, care au plecat apoi în Palestina pentru a lupta pentru independența noului stat Israel. Această tabără a existat până la sfârșitul anului 1948.
Un memorial pentru victimele Pogromului de la Kielce din 1946, unde mulțimea a ucis mai mult de 40 de evrei care s-au întors în oraș după Holocaust, a fost inaugurat în 2006. Fondurile pentru construirea monumentului memorial au fost alocate de primăria orașului și de U.S. Commission for the Preservation of America's Heritage Abroad.

## Numărul populației evreiești din Polonia începând din 1920
Cu toate acestea, cele mai multe surse altele decât YIVO menționează un număr mai mare de evrei care trăiesc în Polonia contemporană. La recensământul polonez din 2011 7.353 de cetățeni polonezi au declarat că au naționalitate evreiască, o mare creștere de la cei doar 1.055 de evrei declarați la recensământul anterior din 2002. Există cel mai probabil mai multe persoane de origine evreiască care trăiesc în Polonia, dar care nu se identifică în mod activ ca evrei. Potrivit Centrului Moses Schorr există 100.000 de evrei care trăiesc în Polonia, dar care nu practică în mod activ religia iudaică și nu-și declară naționalitatea evreiască. Organizația Jewish Renewal in Poland estimează că există 200.000 de „evrei potențiali” în Polonia. American Jewish Joint Distribution Committee și Jewish Agency for Israel estimează că există între 25.000 și 100.000 de evrei care trăiesc în Polonia, un număr similar cu cel estimat de către Jonathan Ornstein, directorul Centrului Comunitar Evreiesc din Cracovia (între 20.000 și 100.000 de evrei).

### Hărți
- The Cossak Uprising and its Aftermath in Poland Arhivat în 9 decembrie 2012, la Archive.is, Jewish Communities in Poland and Lithuania under the Council of the Four Lands Arhivat în 15 septembrie 2009, la Wayback Machine., The Spread of Hasidic Judaism Arhivat în 15 septembrie 2009, la Wayback Machine., Jewish Revolts against the Nazis in Poland Arhivat în 9 decembrie 2012, la Archive.is (All maps from Judaism: History, Belief, and Practice)

### Istoria evreilor polonezi
- Museum of the History of Polish Jews Arhivat în 4 ianuarie 2014, la Wayback Machine.
  - Virtual Shtetl
- The Polish Jews Home Page
- Beyond the Pale Arhivat în 20 februarie 2011, la Wayback Machine.: A History of the Jews in Russia. See especially: Jews of Lithuania and Poland Arhivat în 5 iunie 2011, la Wayback Machine.
- Mike Rose's History of the Jews in Poland before 1794 and After 1794
- Virtual Jewish History Tour of Poland
- Early History of the Polish Jewish Community from Medieval Jewish Civilization: An Encyclopedia
- Jews in Poland from the LNT Travel company.
- Judaism in the Baltic: Vilna as the Spiritual Center of Eastern Europe Arhivat în 7 februarie 2005, la Wayback Machine.
- The Jews in Poland. Saving from oblivion – Teaching for the future
- Historical Sites of Jewish Warsaw
- Kazimierz in Kraków – History and Jewish Festivals Arhivat în 24 iulie 2011, la Wayback Machine.
- Jewish presence in the history of Gliwice
- Polish-Jewish Relations section of the Polish Embassy in Washington
- Facts and Myths: on the Role of the Jews during the Stalinist Period
- Joanna Rohozinska, A Complicated Coexistence:Polish-Jewish relations through the centuries Arhivat în 14 mai 2011, la Wayback Machine., Central Europe Review, 28 January 2000.
- Primary sources for the premodern period in Jewish history and video presentations by scholars, including: Edward Fram, Moshe Rosman, Adam Teller, and Magda Teter on Jews in Poland-Lithuania
- Jewish organisations in Poland before the Second World War Arhivat în 25 decembrie 2008, la Wayback Machine.
- Foundation for the Preservation of Jewish Heritage in Poland
- The Canadian foundation of Polish-Jewish Heritage
- Foundation for Documentation of Jewish Cemeteries in Poland

### Al Doilea Război Mondial și Holocaustul
- Chronicles of the Vilna Ghetto: wartime photographs & documents – vilnaghetto.com Arhivat în 20 februarie 2015, la Wayback Machine.
- Warsaw Ghetto Uprising from the US Holocaust Museum. From the same source see:
  - Non-Jewish Polish Victims of the Holocaust
  - Bibliography of Polish Jewish Relations Arhivat în 8 decembrie 2012, la Wayback Machine. during the War
- Chronology of German Anti-Jewish Measures Arhivat în 2 iulie 2010, la Wayback Machine. during World War II in Poland
- The Catholic Zionist Who Helped Steer Israeli Independence through the UN
- Poland's Jews:A light flickers on, The Economist, 20 December 2005